# Cal Virat
Cal Virat és una masia de Súria (Bages) protegida com a Bé Cultural d'Interès Local.

## Descripció
Construcció situada a la zona de Mines de Potassa, vora la carretera B-423, en el quilòmetre 1,4 (desviament de la part nord-occidental).
Masia de planta rectangular amb un cobert adossat a la part posterior. Consta de planta baixa, planta pis, golfes i coberta a dues vessants. A la porta té una ferradura. Ha sofert remodelacions en la pròpia estructura així com als cossos annexes. Existeix una inscripció a la llinda d'una finestra amb la data "1884".